# 東京宮
東京宮（法語：Palais de Tokyo）是位於法國首都巴黎第十六區的一座博物館，位於塞納河右岸。展品主要以現代藝術品為主。建築完成於1937年。開幕於2002年1月。巴黎現代藝術博物館也位於這座建築之內。建築物的名稱是來自於建築附近一條曾名為「東京大街」（法語：Avenue de Tokio）的街道。

## 外部連結

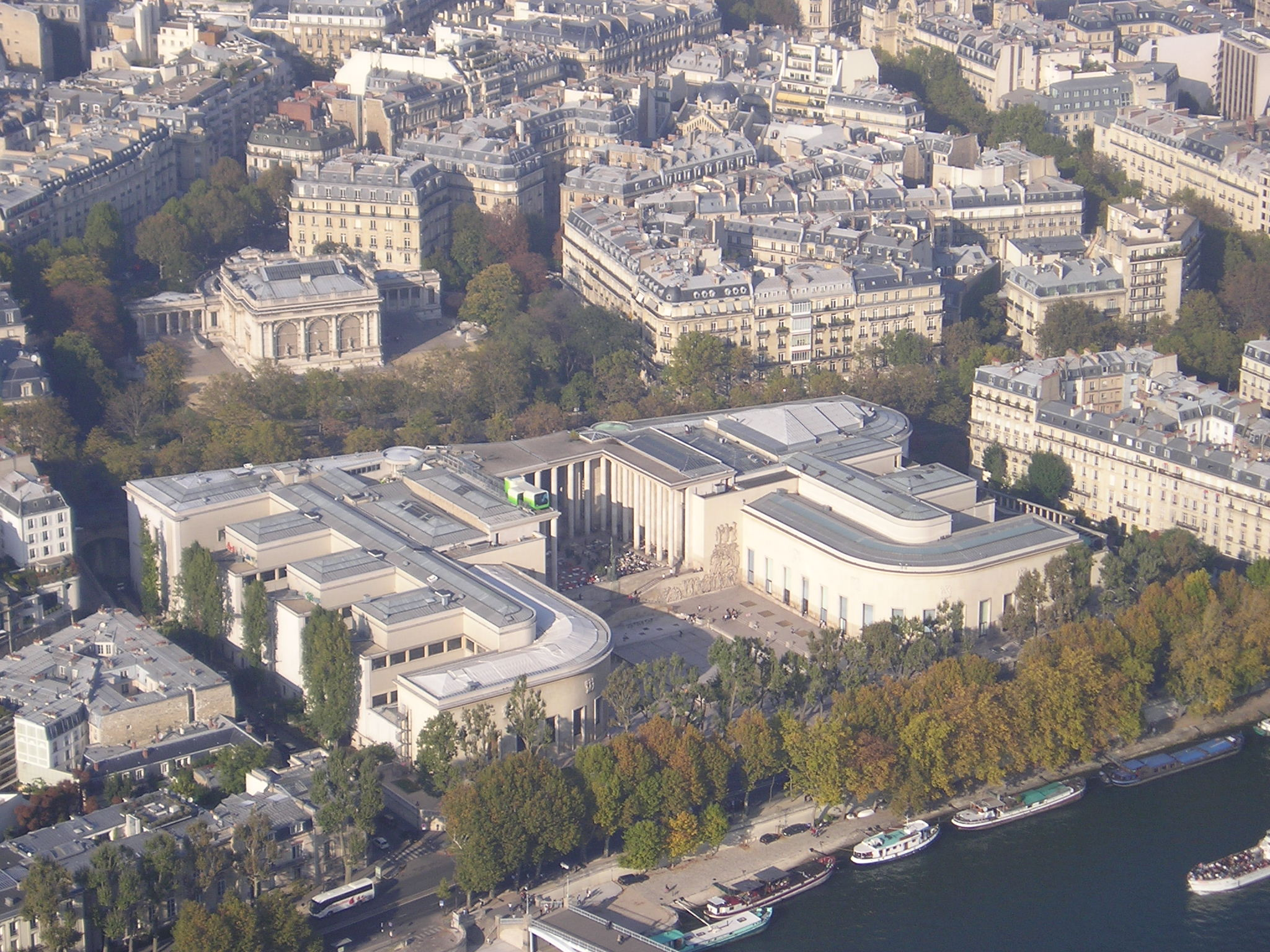
從巴黎鐵塔望向東京宮

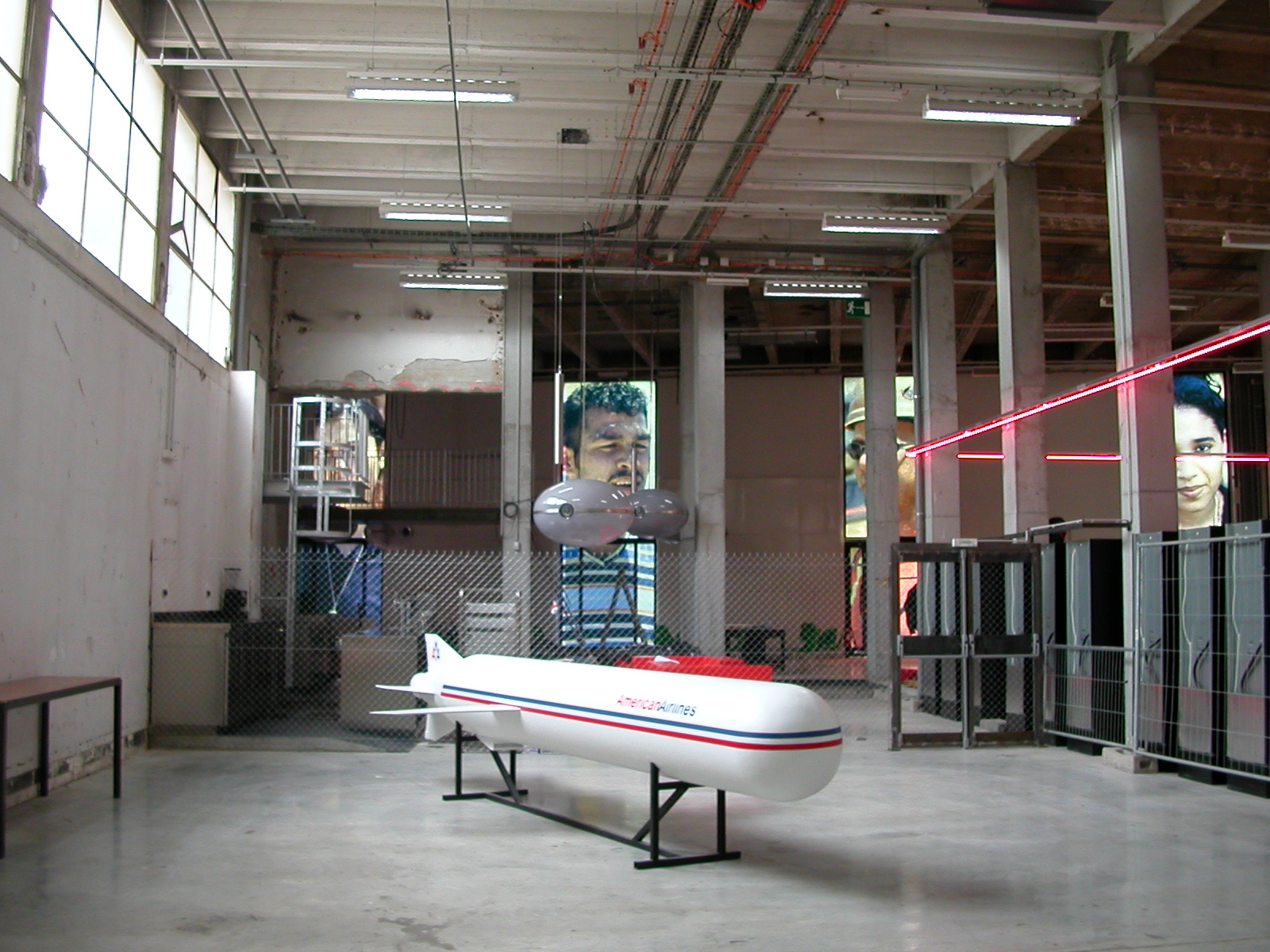
東京宮內的展品

- Palais de Tokyo website （页面存档备份，存于）